# Morgan Smyth
Morgan Smyth (* 10. Februar 1986 in Northampton) ist eine ehemalige US-amerikanische Skilangläuferin.
Morgan Smyth lebt in Vernon und startete für das Sportteam der Northern Michigan University, die Northern Michigan Wildcats. Sie nimmt seit März 2002 an internationalen Langlauf-Rennen auf Ebene von Continental-Cup und FIS-Rennen teil. Ihr erster Einsatz war bei einem FIS-Rennen über 5 Kilometer in Grafton, das sie als Achtplatzierte gleich in den Top Ten beendete. 2004 nahm sie erstmals an nationalen Meisterschaften in Rumford und den Junioren-Weltmeisterschaften in Stryn teil, wobei sie bei letzteren 37. im Massenstartrennen über 15 Kilometer und Zehnte mit der US-Langlaufstaffel wurde. Bei den Junioren-Weltmeisterschaften 2005 in Rovaniemi wurde sie 34. im Sprint, 44. im Verfolgungsrennen über 2 × 5 Kilometer und 53. im Freistilrennen über fünf Kilometer. Anschließend nahm sie an den nationalen Meisterschaften in Soldier Hollow teil. Besser lief es bei der Junioren-Weltmeisterschaften 2006 in Kranj, wo Smyth im Sprint den siebten Platz belegen konnte, während sie im Rennen über fünf Kilometer in der klassischen Technik lediglich 40. wurde. Erst 2008 konnte die Langläuferin bei den US-Meisterschaften in Bozeman mit Rang fünf über 5 Kilometer ein erstes gutes Resultat erreichen. Auch über 30 Kilometer kam sie in Callaghan Valley als Zehntplatzierte unter die Top Ten. Ende 2008 schaffte Smyth in Vernon als Zweitplatzierte eines Sprints ihre erste Podiumsplatzierung in einem Rennen des Nor-Am Cup. Die US-Meisterschaften 2009 brachten mit Rang sieben im Sprint wieder ein Top-Ten-Resultat und mit dem zweiten Platz über fünf Kilometer im klassischen Stil die erste Medaille. Nur wenig später debütierte Smyth in Vancouver bei einem Sprintrennen im Skilanglauf-Weltcup und gewann als 25. gleich erste Weltcuppunkte. Beim nächsten Rennen wurde sie mit Caitlin Compton 17 bei einem Teamsprint. In Liberec nahm die Profisportlerin 2009 erstmals an Nordischen Skiweltmeisterschaften teil. Dort gewann sie die erstmals bei Weltmeisterschaften ausgetragene Vorqualifikation für das 5-Kilometer-Rennen und qualifizierte sich damit für das Hauptrennen, bei dem sie auf den 51. Rang lief. Im Sprint wurde sie 52. Bei den US-Meisterschaften 2011 wurde sie Vizemeisterin über zehn Kilometer in der klassischen Technik und Dritte im Sprint.
2016 wurde Smyth in die Hall of Fame des Sports ihrer Universität aufgenommen.